# 번숭
번숭(樊崇, ? ~ 27년)은 중국 신나라 때의 반란군인 적미군의 지도자이다. 자는 세군(細君)이며, 낭야군 사람이다.
천봉 5년(18년), 기근으로 인해 낭야군 거현(莒縣)에서 봉기하였다. 봉기 당시의 인원은 백여 명이었고, 이내 태산에 들어가 자신을 삼로(三老)라 칭하였다. 당시 청주, 서주 등지에 기근이 심하여 도적들이 많이 일어났는데, 번숭이 용맹하다고 여긴 도적들이 그에게 가담하여 번숭의 무리는 만여 명으로 늘어났다.

## 출전
- 반고, 《한서》 권99하 왕망전 하
- 범엽, 《후한서》 권11 유현유분자열전 중 유분자전

## 같이 보기
- 적미군